# Eucalyptus notabilis
Eucalyptus notabilis är en myrtenväxtart som beskrevs av Joseph Henry Maiden. Eucalyptus notabilis ingår i släktet Eucalyptus och familjen myrtenväxter. Inga underarter finns listade i Catalogue of Life.